# Hassan Pirnia

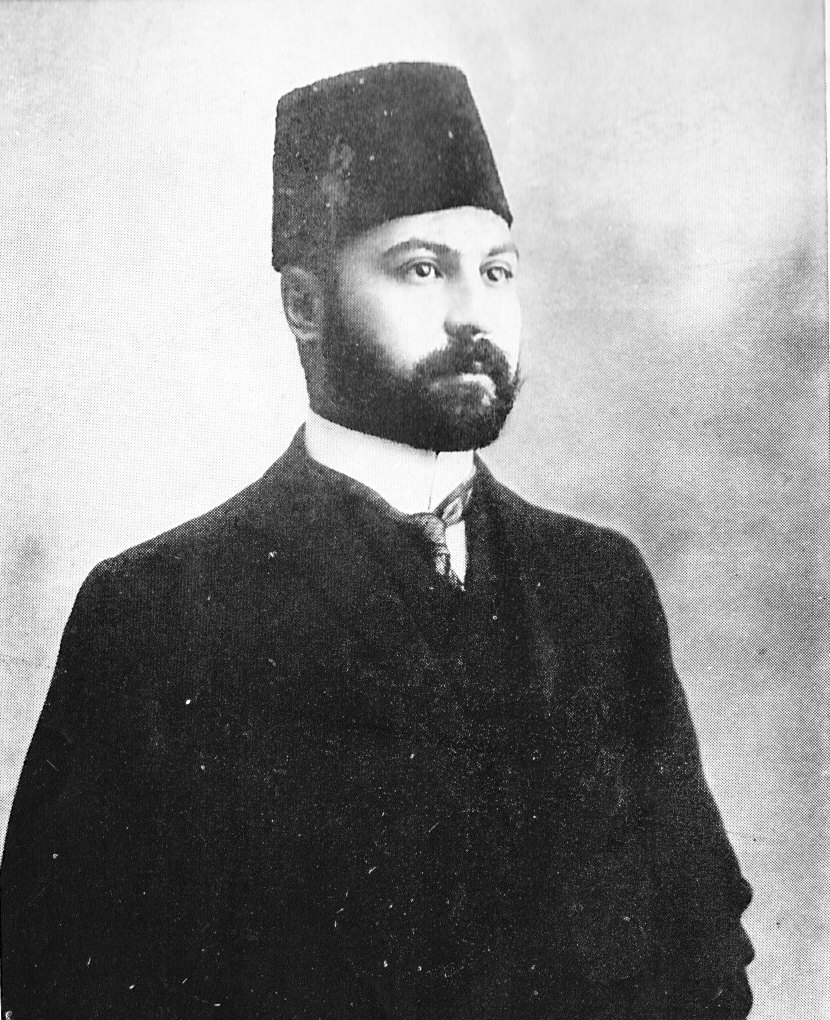
Hassan Pirnia als Justizminister, 1909

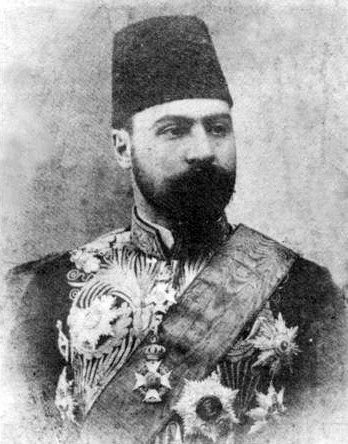
Hassan Pirnia als Premierminister

Hassan Pirnia Moschir-al Dowleh (persisch حسن پیرنیا مشیرالدوله‎; * 1872; † 1935) war ein iranischer Politiker, Minister und Premierminister. Die Amtszeit Hassan Pirnias war durch stetigen Wechsel an der Spitze des Staates gekennzeichnet. Einzig konstanter Faktor war Verteidigungsminister Reza Khan, der spätere Reza Schah Pahlavi, der Hassan Pirnia am 28. Oktober 1923 als Premierminister ablösen sollte.

## Leben
Hassan Pirnia war der älteste Sohn von Nasrollah Khan Moshir al Dowleh, einem einfachen Schreiber, der es unter Mozaffar ad-Din Schah bis zum Premierminister gebracht hat.
Hassan besuchte die Schule in Russland und sprach fließend Französisch. Hassan Pirnia hatte in Russland Rechtswissenschaften studiert. 1902 wurde er als Botschafter Mozaffar ad-Din Schahs nach Russland entsandt. Zurück in Iran schloss er sich der konstitutionellen Bewegung an. Hassan Pirnia arbeitete große Teile der Verfassung von 1906 aus. Er hatte mehrere europäische Verfassungen ins Persische übersetzt und einen Kommentar zur Entstehungsgeschichte der persischen Verfassung und ihrer europäischen Wurzeln geschrieben.
Nach dem Tod seines Vaters im Jahre 1907 erbte er den Titel Moshir al Dowleh. Von 1907 bis 1908 war Hassan Pirnia Außenminister und später dann Justizminister.
1915 wurde Hassan Pirnia das erste Mal Premierminister. Er sollte das Amt noch im Jahr 1920, 1922 und 1923 übernehmen.
Hassan Pirnia wird das Verdienst zugeschrieben, den anglo-persischen Vertrags von 1919, mit Iran zum britischen Protektorat geworden wäre, zu Fall gebracht zu haben. Er verzögerte die Abstimmung im Parlament und weigerte sich, das mit dem Vertrag verbundene Darlehen von 2 Mio. Pfund anzunehmen. 

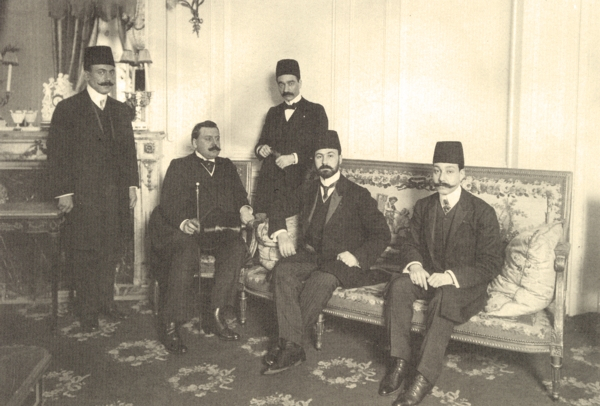
Hassan Pirnia, zweiter von rechts, 1920

Nach dem Amtsantritt als Premierminister entsandte Pirnia 1920 eine Delegation nach Moskau, um die nach dem Zusammenbruch des zaristischen Russlands unterbrochenen Beziehungen zwischen der Sowjetunion und Iran auf eine neue vertragliche Grundlage zu stellen. Das Ergebnis war der im März 1921 unterzeichnete sowjetisch-persische Freundschaftsvertrag, der zum Abzug der sowjetischen Truppen aus dem Norden Irans führte.
Eine weitere bedeutsame Entscheidung von Hassan Pirnia war die Ernennung von Mehdi Qoli Khan Hedayat zum Gouverneur von Aserbaidschan. Bereits zwei Gouverneure waren unverrichteter Dinge aus Aserbaidschan abberufen worden, nachdem sie wegen des großen Widerstands in der Bevölkerung ihr Amt entweder nicht antreten oder nach wenigen Tagen aus der Stadt gejagt worden waren. Unter der Führung von Scheich Mohammad Khiabani hatte sich eine separatistische Bewegung gebildet, die Aserbaidschan zu einem von der Zentralregierung autonomen Gebiet machen wollte. Nachdem die direkten Verhandlungen mit Khiabani zu keinem Ergebnis geführt hatten, befahl Hedayat am 13. September 1920 der örtlichen Kosakeneinheit und den Gendarmen Khiabani festzunehmen. Nach einem vier Stunden dauernden Feuergefecht wurde Khiabani im Verlauf seiner Festnahme erschossen.
Im Norden Irans hatte Pirnia bei der Niederschlagung der separatistischen Bewegung von Mirza Kutschak Khan weniger Erfolg. Die persische Kosakenbrigade wurde auch nach der Oktoberrevolution von russischen Offiziere geführt. Im anglo-persischen Vertrag von 1919 war zwar festgelegt worden, dass die russischen Führungsoffiziere der persischen Kosaken durch britische Offiziere ersetzt werden sollten, doch Pirnia weigerte sich, dem nachzukommen. Stattdessen befahl der dem Kommandeur der Kosaken Starosselsky die Jangali-Rebellen im Norden Irans anzugreifen. Mitte August hatten die Kosaken Rascht eingenommen, es gelang ihnen jedoch nicht den für den Nachschub der Rebellen wichtigen Hafen am kaspischen Meer Bandar Anzali einzunehmen. Sie verloren die entscheidenden Kämpfen am 25. August 1920 und mussten sich unter hohen Verlusten zurückziehen.
Nach dieser Niederlage kam es über die Entlassung von Starosselsky zwischen Hassan Pirnia und dem britischen Botschafter zum Streit. Die Briten bestanden auf dessen Entlassung. Hassan Pirnia drohte mit seinem Rücktritt. Der britische Botschafter interveniert bei Ahmad Schah, der eine monatliche Zahlung von 15.000 Toman bis zu seiner Abreise nach Europa forderte, wenn er in dieser Sache etwas unternehmen sollte. Offensichtlich wurde man sich einig. Starosselsky erhielt von der britischen Imperial Bank of Persia 50.000 Toman in großen Scheinen, von denen er 40.000 Toman an Ahmad Schah übergab. Starosselsky verließ das Land, Hassan Pirnia trat zurück und Ahmad Schah ernannte Sepahdar im Oktober 1920 zum neuen Premierminister. 
Nach dem Rücktritt Seyyed Zia al Din Tabatabai am 23. Mai 1921 bot Ahmad Schah Hassan Pirnia erneut das Amt des Ministerpräsidenten an, Hassan Pirnia lehnte ab. Er zog es vor unabhängiger Abgeordneter zu bleiben. Ahmad Qavam übernahm das Amt des Premierministers. Reza Khan, der spätere Reza Schah Pahlavi, wurde Verteidigungsminister. Die Amtszeit Qavams sollte nur bis Februar 1922 dauern. Immerhin hatte Qavam erreicht, dass Arthur Millspaugh ins Land geholt werden konnte, was dazu führte, dass der persische Staat in den Folgejahren über die Finanzmittel verfügte, die zum Aufbau eines geordneten Staatswesens wirklich notwendig waren.
Nach dem Rücktritts Qavams übernahm Hassan Pirnia im Februar 1922 wieder das Amt des Premierministers. Reza Khan blieb weiter Verteidigungsminister. Eine weitere wichtige Berufung sollte Abdolhossein Teymurtasch, der das Amt des Justizministers übernahm. Ziel Pirnias war eine umfassende Justizreform. Es sollte in der Amtszeit Pirnias allerdings nicht dazu kommen. Aufgrund der anhaltenden Spannungen zwischen Reza Khan und Hassan Pirnia über die Höhe des Verteidigungshaushalts trat Pirnia am 25. Mai 1922 zurück und Ahmad Qavam übernahm im Juni 1922 wieder das Amt des Premierministers. Reza Khan hatte bis zur Übernahme des Postens durch Qavam die Amtsgeschäfte des Premierministers weitergeführt. Auch im Kabinett Qavam blieb Reza Khan Verteidigungsminister. Reza Khan hatte durch seine Erfolge bei der Niederschlagung separatistischer Bewegungen im Norden und Westen Irans und den Aufbau einer schlagkräftigen Armee die Entscheidungsgewalt der Zentralregierung in Teheran gegenüber den Provinzen erheblich gestärkt. In der Regierungszeit Qavams wollte er gegen die separatistischen Bewegungen im Süden Irans vorgehen. Ein wichtiges Ziel Qavams war es, ein Wirtschaftsabkommen mit der Sowjetunion zu erreichen. Nachdem dies wegen der sowjetischen Forderungen nach einer Ölkonzession im Norden Irans, die Qavam nicht gewähren wollte, fehlgeschlagen war, trat Qavam am 26. Januar 1923 zurück. Am 14. Februar 1923 übernahm Hassan Mostofi das Amt des Premierministers. Reza Khan blieb Verteidigungsminister. Mohammad Ali Foroughi wurde Außenminister. Hassan Mostofi hatte von Beginn eine starke Opposition im Parlament, die von Hassan Modarres angeführt wurde. Darüber hinaus fehlte die Rückendeckung durch Ahmad Schah, so dass Mostofi bereits im Juni 1923 zurücktrat und Hassan Pirnia das Amt des Premierministers wieder übernahm. Reza Khan wäre gerne Premierminister geworden, seine Kandidatur war jedoch zu diesem Zeitpunkt völlig aussichtslos, da er keine Mehrheit im Parlament hatte. Auch Ahmad Schah war zu diesem Zeitpunkt gegen einen Premierminister Reza Khan. So blieb Reza Khan Verteidigungsminister. Nachdem Hassan Pirnia aber bereits am 23. Oktober 1923 seinen Rücktritt einreichte, hatte Ahmad Schah keine Wahl mehr, bestimmte Reza Khan am 28. Oktober zum Premierminister.
Nach seinem Ausscheiden aus der aktiven Politik schrieb Hassan Pirnia ein Buch über die vorislamische Geschichte Irans.